# Івашина Дмитро Васильович
Дмитро́ Васи́льович Івашина (Геродот) (*25 жовтня 1882, Верхньодніпровськ — †січень 1975, Румунія) — військовий і громадський діяч, журналіст, поет, редактор, головний референт преси Міністерства преси та пропаганди УНР, голова Українського комітету ім. Симона Петлюри, член Союзу українських журналістів і письменників на чужині (Прага, 1939).

## Життєпис
Закінчивши народну школу в селі Сергіївці, вступив до 3-го класу шестикласної міської школи, яку через переїзд із батьками до Кременчука закінчив екстерном. Аби допомогти родині, покинув навчання в реальній школі й подався працювати в газетах («Приднепровский голос» (Кременчук, 1907), «Кременчугский голос», «Кременчугское слово», «Днепр», «Южанин», «Полтавская речь», «Полтавский день», «Южний край», «Харьковская вечерняя газета» та інші). Мобілізований до російської імперської армії (1914). Революцію 1917 року зустрів на Румунському фронті у складі 6-ї російської армії. На І військовому з'їзді — член комітету від 3-ї стрілецької дивізії.
Увійшов до складу ініціативної групи зі скликання І Українського військового з'їзду 6-ї армії, на якому обраний членом Української армійської ради. У листопаді 1917 після II військового з'їзду разом з усією українською групою вийшов з армійського комітету через те, що «більшість армійського комітету складалася з большевиків».
Переїхавши до Одеси у травні 1918, працював у редакції українського тижневика «Село». У серпні 1918, переїхавши до Києва, працював у виданнях «Відродження» та «Українська трибуна». Під час наступу армії Денікіна прорвався через два фронти до Кам'янця, де працював у газеті «Україна». Після звільнення Києва українсько-польським військом працював у газеті «Громадське слово».
У травні 1920 разом із співробітниками газети «Україна» виїхав до Проскурова, тоді до Польщі, а потім із працівниками «Українського слова» — до Кам'янця-Подільського (жовтень 1920). За місяць евакуювався до Польщі разом з урядовими установами. Після переїзду до Румунії (червень 1921) — секретар Громадсько-допомогового комітету української еміграції в Румунії та член ощадно-позичкового українського товариства «Згода». Проводив Шевченківські вечори для українських вояків, інтернованих у румунських таборах. Був прийнятий королем Румунії як представник УНР в екзилі.
Окрім згаданих газет, публікувався також у виданнях «Тризуб» (Париж), «Українська нива», «Син України», «Рідна мова» (всі — Варшава), «Народна справа» (Тарнів) і «Хліборобська правда».
У Бухаресті закінчив Вищу школу документальних і адміністративних наук. Входив до складу керівництва Товариства бувших вояків Армії УНР у Румунії. У січні 1938 під час відзначення 20-річчя проголошення незалежності України та вшануванні пам'яті «лицарів Крут, Базару та Зимового походу у запілля ворога», поруч із Гнатом Порохівським і Василем Трепке, виголосив доповідь. Ось приклад його поетичного слова:
| Ще такнедавно Україна Пишалась волею, добром... А потім крах... Тяжка чужина То за Збручем, то за Дністром... Та не з розпукою німою Минають роки вигнання... Ви стали лавами до бою На ниві творчого знання. Нема такої в світі зброї, Щоб творчий дух могла убить, Для Батьківщини Ви — герої, Коли для неї він горить. |
Його племінниця Ольга Гнатівна Андрич-Порохівська стверджувала, що
| “вуйко Дмитро був надзвичайно добрим, щедрим, приязним, веселим, дуже любив жартувати. Був великим ентузіастом і оптимістом. Ніколи не втрачав відваги та надії, завжди знаходив вихід з будь-якої ситуації. Через те що подружжя Івашин було бездітним, вони мене дуже любили і пестили, так що я вважала їх другими моїми батьками”. |
А ось згадка Христини Манти, племінниці його дружини Антоніни:
| “Мій батько і Геродот друкували різні твори в українських часописах, таких як альманах “Дніпро”. Там я знайшла, наприклад, дві чудові поезії, написані Геродотом. У моїх спогадах я написала про те, як вони були арештовані легіонерами, як потім НКВД почало арештовувати українських емігрантів, як він повинен був ховатися. Його довго шукали, довго приходили обслідники до нас додому. Але він змінив ім’я, змінив вигляд, відпустив собі бороду. Він був оптимістом, він теж хотів жити, мав сильну волю і хотів особливо нам допомагати, бо ми залишилися цілком без допомоги. Навіть дуже скоро бабуня з горя померла, а Геродот брався до будь-якої роботи, лише щоб мати можливість нам потайки допомагати, передавати нам харчі і гроші. Лише так ми і вижили. В останні роки він дістав посаду касира в аптеці й працював касиром до виходу на пенсію. У 74 році мав нещасний випадок під час вуличного руху, і він захворів, і тоді ми взяли його додому, інтернували до лікарні, й помер у січні 1975 року. А моя тіточка Антоніна весь час мешкала з нами, працювала для нас, багато ночей я засинала під стукіт її друкарської машинки. Вона багато співпрацювала з Педагогічним видавництвом. Вона надрукувала твори всіх теперішніх українських письменників і поетів з Румунії: Корсюк, Ребошапка, Груя-Яцентюк, Михайлюк. Всі вони тоді були молодими, але писала різні твори. їх друкувала моя тітка. І Геродот, і його дружина, моя тітка Антоніна, для мене були святими людьми, і я ніколи їх не забуду”. |